# Antje Jackelén
Antje Jackelén (4 de junio de 1955 en Alemania) es la actual obispo primada de la Iglesia de Suecia. Es la primera arzobispa de Upsala. Durante una reunión con el papa Francisco en mayo de 2015 fue llamada por el pontífice católico como “Querida hermana” en víspera de la celebración del quinto centenario de la reforma protestante de Martín Lutero.